# Бернтсен, Клаус
Клаус Бернтсен (дат. Klaus Berntsen; 12 июня 1844 — 27 марта 1927) — датский политик, представитель либеральной партии Венстре. Возглавлял правительство страны с 1910 до 1913 года, а также министерство обороны — с 1920 до 1922 года.

## Биография
К политике попал в достаточно юном возрасте, но на протяжении достаточно длительного времени особого влияния не имел. После начала воссоединения старых групп Венстре Бернтсен сыграл важную роль и смог сформировать собственное правительство. Он был личным другом короля Фредерика VIII, из-за чего имел поддержку со стороны последнего. Впрочем его правительство обвиняли в отсутствии социального понимания. 1913 году он предложил пересмотреть конституцию, что привело к его отставке. Когда 1926 года Клаус Бернтсен ушел из политики, он оказался одним из старейших парламентариев Дании. Как член Фолькетинга 1873—1884 и 1886—1926 годов он и сейчас остаётся единственным датским парламентарием, кто находился в законодательном органе страны более 50 лет.